# Crystal Springs (Floryda)
Crystal Springs – jednostka osadnicza w Stanach Zjednoczonych, w stanie Floryda, w hrabstwie Pasco.